# Janis Sidovský
Janis Sidovský (* 21. ledna 1968 Pardubice) je manažer, producent a sběratel umění. Je autorem a producentem 13 ročníků koncertů Královny popu, od 1. prosince 2007 do 30. září 2012 patřil k top manažerům TV Barrandov. V letech 2014 – 2019 mediálně zastupoval Český národní symfonický orchestr a festival Prague Proms. Od léta 2016 je producentem představení Noc na Karlštejně znovu na Karlštejně, které zaznamenává zcela mimořádný úspěch a 1. února 2017 získalo nominaci na Cenu Thálie. V roce 2017 byl předsedou české národní poroty soutěže Eurovize a v únoru 2019 se stal členem mezinárodní poroty národního kola Německa. V říjnu 2017 založil vokální kvartet 4 Tenoři, kterému produkuje turné a nahrávky. V květnu 2024 jako producent debutoval v newyorské Carnegie Hall, kde představil svůj projekt 4 Tenoři pod názvem 4 Musical Tenors.  Za debutové album 4 Tenoři byl v srpnu 2021 oceněn Zlatou deskou Supraphonu, v roce 2023 získal Zlatou a Platinovou desku za album Láska prý (4 Tenoři). Je držitelem 3 platinových desek za spolupráci s Hanou Zagorovou, Helenou Vondráčkovou a Leonou Machálkovou.

## Profesní život
Narodil se řecko-českým rodičům v Pardubicích. Původně chtěl být tanečník, ale na maminčinu radu, že jíst se bude pořád, vystudoval Střední průmyslovou školu potravinářské technologie. S tancem ale nepřestal a stal se okresním, krajským i republikovým vítězem v párovém moderním tanci (společně s Radmilou Novotnou, rok 1984). Díky tomuto úspěchu získal angažmá v taneční skupině Pop balet Věry Veselé, s níž absolvoval vystoupení s předními hvězdami českého popu v Německu, Rakousku, Rusku, Polsku a Maďarsku. Jako tanečník vystupoval v mnoha televizních pořadech (Sejdeme se na Výsluní, Televarieté) a začal studovat obor divadelní věda na Filozofické fakultě Univerzity Karlovy.
V roce 1992 produkoval pro vydavatelství Monitor EMI album Pavla Vítka Vůně tvý kůže. Následně jej oslovil choreograf Richard Hes k promotérské spolupráci na muzikálu West Side Story. O dva roky později pro Karla Svobodu propagoval muzikál Dracula, který se stal nejúspěšnějším českým muzikálem všech dob. Sidovskému otevřel dveře do šoubyznysu a stal se specialistou na public relations a divadelní marketing. Začal spolupracovat také s hvězdami pop music jako mediální manažer. V letech 1996–2008 jeho služeb využili Daniel Hůlka, Leona Machálková, Iveta Bartošová, Helena Vondráčková, Hana Zagorová, Michal David, Jitka Zelenková, Black Milk, Zuzana Norisová a mnozí další. Sidovský je od poloviny devadesátých let až dosud českými médii považován za jednu z nejvlivnějších osobností v českém šoubyznysu..
Své zkušenosti zúročil v přednáškách pro odborníky public relations (Letenský zámeček, Seminář Bulvarizace médií, rok 2005), pro vysokoškolské studenty (Vysoká škola ekonomická v roce 2005, Univerzita J. A. Komenského v Praze, rok 2007) i pro veřejnost (Forum 2000, Veletrh neziskových organizací, téma Celebrity v neziskovém sektoru, Tyršův dům, rok 2007). Od února 2008 přednáší na katedře sociální a masové komunikace University J. A. Komenského v Praze předmět "PR v kultuře a šoubyznysu". V květnu 2008 byl podruhé hostem Veletrhu neziskových organizací, které pořádá Forum 2000, přednášel také na 1st Class Conference v Bratislavě (téma "Krizové PR v oblasti showbusinessu"), Na podzim 2012 hostoval jako přednášející na pražské HAMU (téma "Hudební management") a na Vysoké škole ekonomické v Praze (Marketing Club, téma "PR v kultuře a showbusinessu").

## Politické působení
V komunálních volbách v roce 2018 byl zvolen do zastupitelstva městyse Karlštejn jako nestraník s podporou ODS. Od 1. listopadu 2018 zde působí jako místostarosta.
Ve volbách do Senátu PČR v roce 2022 kandidoval jako nestraník za SEN 21 a LES v obvodu č. 16 – Beroun. V prvním kole skončil druhý s podílem hlasů 29,92 %, a postoupil tak do druhého kola, v němž se utkal s kandidátem koalice SPOLU (tj. ODS, KDU-ČSL a TOP 09) Jiřím Oberfalzerem. V něm však prohrál poměrem hlasů 44,91 % : 55,08 %, a senátorem se tak nestal.
Ve volbách do Evropského parlamentu v červnu 2024 kandidoval jako nestraník za hnutí SEN 21 na 11. místě kandidátky uskupení „SEN 21 a Volt Česko“. Uskupení však získalo pouze 0,33 % hlasů, a zvolen tak nebyl.

## TV Barrandov
V prosinci 2007 se stal mluvčím digitální televize TV Barrandov, kde byl od března 2008 pověřen řízením marketingu a PR. V červenci 2008 byl zvolen místopředsedou představenstva akciové společnosti Barrandov Televizní Studio, držitelem licence zmíněné televize. Od 1. října 2010 zde zastával funkci ředitele vlastní tvorby a marketingové komunikace, od 1. ledna 2012 do 30. září 2012 pak byl programovým ředitelem.
K největším úspěchům jeho působení na TV Barrandov patří pořady Barrandovský videostop, Vtip za stovku, cykly společenských dokumentů Tajemství a Legendy, show To byl náš hit, Vtip za 100, Česká hvězda nebo Světla ramp: Pocta Barrandovu, které vznikly během jeho vedení vlastní tvorby a programu. Stanice na vrcholu Sidovského éry, v lednu 2012, dosáhla průměrné měsíční sledovanosti 5,7 %

## Noc na Karlštejně znovu na Karlštejně
Janis Sidovský v létě 2016 produkoval divadelní muzikál Noc na Karlštejně na počest 700. výročí narození císaře Karla IV. Představení v režii Václava Knopa zaznamenalo zcela mimořádný úspěch a všech 13 představení bylo zcela vyprodáno . Odborná kritika ocenila zejména výkony Hany Holišové (Eliška), Daniela Bambase (Karel IV.), Pavla Vítka (Petr, král cyperský a jeruzalémský), Reginy Rázlové (Paní Ofka) Ivany Korolové (Alena), Tomáše Smičky (Pešek), Miloslava Mejzlíka (purkrabí) nebo Jana Kříže (Štěpán, vévoda bavorský). Inscenace byla na nádvoří hradu uvedena poprvé v historii profesionálním souborem v muzikálové verzi 1. února 2017 inscenace získala nominaci na Cenu Thálie pro Hanu Holišovou v roli císařovny Elišky.
V roce 2017 tento muzikál produkuje nejen na hradě Karlštejn, ale také na zámku Lednice, Jindřichův Hradec a Pardubice. Třetí rok uvádění se uskutečnil pouze na hradě Karlštejn v létě 2018. Čtvrtá sezóna začala 13.6. 2019 na zámku Hrádek u Nechanic a trvala do 10.8. 2019 na hradě Karlštejn. Pátá sezóna i přes pandemii onemocnění Covid-19 přinesla 16 představení na českých hradech a zámcích, přičemž byly z důvodu vládních opatření zrušeny čtyři představení v Ostravě a slovenská premiéra v Bratislavě, včetně reprízy.
Šestá sezóna zahrnovala 19 představení na českých hradech a zámcích, 100. repríza byla odehrána na rekonstruovaném Purkrabském dvoře hradu Karlštejn
Sedmá sezóna začala 17. června 2022 vůbec prvním uvedením muzikálu Noc na Karlštejně na Slovensku, představení bylo odehráno na nádvoří Bratislavského hradu také 18. června 2022.
Osmá sezóna se v červenci až srpnu 2023 uskutečnila pouze na nádvoří hradu Karlštejn ve znamení oslav 50. výročí natočení filmové verze muzikálu Noc na Karlštejně. Inscenace přivítala 100 000 diváka.

## 4 Tenoři
V říjnu 2017 sestavil kvartet muzikálových zpěváků – Mariana Vojtka, Pavla Vítka, Jana Kříže a Michala Bragagnola, kteří vystupují pod názvem 4 Tenoři. V listopadu 2018 produkoval singl Už z hor zní zvon, k němuž natočil na hradě Karlštejn videoklip Václav Noid Bárta. Od 24. dubna 2019 je kvartet v produkci Janise Sidovského na turné To je ta chvíle – muzikálové gala, zahrnující 21 koncertů po celé České republice. 19. září 2019 měl premiéru druhý videoklip Mně sílu dáš (You Raise Me Up), který Janis Sidovský produkoval v Tunisku, režii měl Václav Noid Bárta. Debutové album 4 Tenoři vyšlo u vydavatelství Supraphon 18. září, pilotním singlem byl duet Krása s Lucií Bílou. 31. srpna 2021 bylo oceněno Zlatou deskou Supraphonu.
Druhé album nazvané "Láska prý" obdržel Zlatou a Platinovou desku Supraphonu.
23. května 2024 kvartet v produkci Janise Sidovského debutoval v newyorské Carnegie Hall. Místní kritika koncert označila za "nebeskou harmonii".

## Muzikály, koncertní a divadelní představení
Janis Sidovský vytvořil v České republice nový způsob propagace komerčních divadelních produkcí, byl prvním po roce 1989, kdo v divadle začal koncepčně používat hollywoodský systém hvězd. Některé z jeho marketingových metod, například akce Daruj krev s Draculou, byly aplikovány také při dalších uvedeních muzikálu Dracula mimo Českou republiku. Janis Sidovský a jeho tým se podílel na propagaci nebo produkci následujících inscenací a eventů:
- West Side Story, Hudební divadlo Karlín, 1994
- Dracula, Palác kultury, 1995
- Dracula, Istropolis Bratislava, 1998
- Pomáda, GoJa Music Hall, 2000
- Don Giovanni, Stavovské divadlo, stagiona 2001
- Líp se loučí v neděli, Divadlo Ungelt, 2001
- Česká mše vánoční, Španělský sál Pražského hradu, 2001
- Kleopatra, Divadlo Broadway, 2002
- Don Giovanni, Stavovské divadlo, stagiona 2002
- Rebelové, Divadlo Broadway, 2003
- Les Misérables (Bídníci), GoJa Music Hall, 2003
- Johanka z Arku, Ta Fantastika, 2003, angažmá Ivety Bartošové
- Miss Saigon, GoJa Music Hall, 2004
- Noc na Karlštejně, Zámek Dobříchovice, 2006
- Karlštejnské kulturní slavnosti, představení Na konci duhy s Hanou Maciuchovou, hrad Karlštejn, 2008
- Karlštejnské kulturní slavnosti, představení Zebra s Ondřejem Vetchým a Otevřené manželství s Karlem Rodenem, hrad Karlštejn, 2009
- Karlštejnské kulturní slavnosti, představení O lásce s Karlem Rodenem a Janou Krausovou, představení A do pyžam s Jiřím Langmajerem a Kateřinou Hrachovcovou, hrad Karlštejn, 2010
- Karlštejnské kulturní slavnosti, představení Zdravý nemocný s Karlem Rodenem, hudební komedie Světáci podle stejnojmenného filmu a koncert Pavla Vítka s Monikou Absolonovou a Terezou Mátlovou, hrad Karlštejn, 2011
- Karlštejnské kulturní slavnosti, koncert Václava Neckáře, divadelní představení Kutloch aneb I muži mají své dny (Studio Dva), Lev v zimě (H.Maciuchová a R. Brzobohatý), 2012
- Hudba Dannyho Elfmana z filmů Tima Burtona, koncert Prague Proms v Obecním domě za účasti D. Elfmana a T. Burtona, 2014
- Natalie Cole, koncert devítinásobné držitelky Grammy ve Státní opeře Praha v rámci Prague Proms, 2014
- Mamma Mia!, česká verze muzikálu s hity skupiny ABBA uváděná v Kongresovém centrum Praha, PR a Marketing supervisor
- Prague Proms – mezinárodní festival klasické, filmové a jazzové hudby, mediální zastoupení od roku 2014
- Jen počkej, zajíci! – lední show na motivy animovaného seriálu s Mistry Evropy v krasobruslení, Tomášem Vernerem a Jozefem Sabovčíkem, mluvčí projektu, 2014 a 2015
- Nahrávání soundtracku filmu Quentina Tarantina "The Hateful Eight" s hudbou Ennia Morriconeho v Praze, 2015, mediální zastoupení
- Ples upírů – česká verze muzikálu dle filmu Romana Polanského, 2017 (mediální konzultant)
- Noc na Karlštejně znovu na Karlštejně, divadelní muzikál, producent, 2016, 2017, 2018, 2019[34]
- Proms Gala – pocta muzikálům, jejichž česká éra začala inscenací Bídníci v roce 1992, galakoncert v rámci Prague Proms, výkonný producent a dramaturgie, 2017[35]
- Dance Divas – open air koncert v rámci Prague Pride, účinkovali například Heather Small, Dara Rolins, Mikolas Josef nebo Debbi, producent, 2018
- 4 Tenoři – koncertní turné 2019 – 2020, producent
- Pocta 17. listopadu – slavnostní večer na hradě Karlštejn k 30. výročí Sametové revoluce, producent
- Zlatá šedesátá – koncert Českého národního symfonického orchestru, účinkovali např. Hana Holišová, 4 Tenoři, Josef Zíma, Lucia Šoralová, záznam ČT Art, koproducent, 2019
- Čas měř jen láskou (z muzikálu Rent) – video z karantény s účastí muzikálových osobností (Roman Tomeš, Ivana Korolová, Markéta Procházková, Marta Jandová, Pavel Vítek, Ondřej Izdný, Jan Kříž, Dasha a další), producent, 2020

## Management hvězd
Janis Sidovský patří k nejúspěšnějším manažerům hvězd v České republice. Je specialistou na comebacky a podílel se v tomto smyslu na vzestupu Ivety Bartošové (v roce 1998), Heleny Vondráčkové (v roce 2000) a Hany Zagorové (v roce 2004). Jako producent, koproducent nebo PR manažer se podílel na těchto koncertech hvězd:
- Daniel Hůlka v Lucerně, koncert a televizní záznam TV Nova, 1998
- Mise Daniela Hůlky, koncertní turné, 1999
- Deníček Ivety B., koncertní turné Ivety Bartošové a televizní pořad TV Nova, 2000
- Vánoce s Helenou, koncert Heleny Vondráčkové v Lucerně, 2000
- Zlatá Helena, koncertní turné Heleny Vondráčkové, 2001
- Navěky zůstane čas, koncertní turné Hany Zagorové, 2004
- Hana Zagorová, Richard Krajčo a Jan Budař v Lucerně, 2005
- Iva Frühlingová na 1. Pražské pláži, 2005
- Věra Bílá a Kale na 1. Pražské pláži, 2005
- Eva Urbanová pro Kapku naděje, Obecní dům, 2005
- Koncert pro hrdiny, turné a televizní přenos, 2005
- Marie Rottrová v Palácových zahradách Pražského hradu, 2006
- Jaroslav Svěcený v Palácových zahradách Pražského hradu, 2006
- Dan Bárta v Palácových zahradách Pražského hradu, 2006
- Vánoční královny pro Kapku naděje, benefiční koncert, 2006
- Koncert pro varhany v Jeruzalémské synagoze, Lucie Bílá, Pavel Šporcl, Daniel Hůlka, Marta Kubišová a Pavel Vítek, benefiční koncert, 2007
- Večer naděje, open air koncert rockových kapel (např. Tři sestry) v rámci 42. Mezinárodního filmového festivalu pro děti a mládež ve Zlíně, 2007
- Marie Rottrová na hradě Karlštejn, vyprodaný open air koncert pěvecké legendy, 2007
- Pavel Vítek a přátelé, první samostatný koncert Pavla Vítka po deseti letech, Karlštejn 2008, ve spolupráci s Občanským sdružením Karlštejnsko CZ
- Marie Rottrová v Divadle Hybernia, vyprodaný koncert pěvecké legendy s hosty Věrou Špinarovou a Jaroslavem Wykrentem, 2008
- Pavel Vítek, turné Vánoční dárek, 2013
- Štefan Margita, koncert ve Státní opeře Praha, 2013
- Pavel Vítek, turné Vánoční přání 2014
- 4 Tenoři – od 2018

## Televizní show a pořady
[zdroj?]Janis Sidovský v roce 2000 vytvořil jako autor námětu i scénáře projekt Královny popu. Sidovský byl producentem Pocty Václavu Havlovi, kterou organizovala bývalá první dáma, paní Dagmar Havlová, podílel se na galavečeru ke vstupu České republiky do Evropské unie a na dalších televizních pořadech. Autorsky připravil pořady Hvězdy na cestách a Pelíšky slavných, podílel se na programu Dlouhá noc s Helenou pro TV Prima a na pořadech Hany Zagorové či Nadačního fondu Kapka naděje. V srpnu 2013 byl producentem open air koncertu ke 40. výročí natočení filmu Noc na Karlštejně, kde za doprovodu Českého národního symfonického orchestru vystoupili Vojtěch Dyk, Matěj Ruppert, Zuzana Stivínová, Jan Budař, Tereza Černochová, Jan Maxián, Jakub Prachař, Ondřej Ruml a František Segrado. Realizované televizní programy:
- Královny popu v opeře, Česká televize, 2000
- Králové muzikálu v opeře, Česká televize, 2001
- Hana Hegerová a Michael Kocáb pro sv. Annu, přímý přenos České televize, 2002
- Královny znovu v opeře, Česká televize, 2002
- Pocta Václavu Havlovi, 2003
- Královny 2003, TV Prima
- Hvězdy na cestách, TV Prima, 2004
- Královny poprvé na Karlštejně, TV Prima, 2004
- Evropský večer v Národním divadle, Česká televize, 2004
- VyVolení pro Kapku naděje, TV Prima, 2005
- Koncert pro hrdiny, přímý přenos České televize, 2005
- Královny swingu, Česká televize, 2005
- Cesta kolem světa, Česká televize, 2005 a 2006
- Pelíšky slavných, TV Óčko, 2006
- Královny muzikálu, TV Prima, 2007
- Pelíšky slavných, TV Barrandov, 2009
- Tajemství královen popu", TV Barrandov, 2009
- Královny popu 2009: unplugged & glamour", TV Barrandov, 2009
- Tajemství modelek", TV Barrandov, 2009
- Tajemství Jiřiny Bohdalové", TV Barrandov, 2011
- Tajemství Hany Hegerové", TV Barrandov, 2011
- To byl náš hit", TV Barrandov, 2011, 2012
- Světla ramp: Pocta Barrandovu", TV Barrandov, 2011
- cyklus společenských dokumentů "Legendy televizní zábavy"', TV Barrandov, 2012
- S láskou, královny popu – pocta českým hitmakerům, Česká televize 2013
- Noc na Karlštejně, open air koncert, Česká televize, 2013
- Pocta legendám – Královny popu 2014, Česká televize, 2014
- Pomozte dětem – tradiční velikonoční event organizace NROS a projektu Kuře, 2017, výkonný producent, ČT1
- Pocta muzikálům – záznam koncertu v rámci Proms Gala, výkonný producent a autor scénáře, ČT ART, 2017[36]
- Pomozte dětem, benefiční večer organizace NROS, výkonný producent, ČT, 2018
- Píseň pro Kuře, benefiční singl a video projektu Pomozte dětem, výkonný producent, 2019[37]
- Čas měř jen láskou – video z karantény věnované záchranářům, 2020[38]
- Pavel Vitek 60, ČT1, 2022
- Královny popu na Karlštejně, 2023, ČT1, producent

## Charita a veřejné aktivity
Janis Sidovský je aktivně činný v oblasti charity od poloviny devadesátých let, kdy spoluorganizoval dobročinnou akci Daruj krev s Draculou na pražském Staroměstském náměstí. V roce 1999 produkoval s Vendulou Svobodovou Koncert pro Kapku naděje a patří k zakládajícím členům Nadačního fondu Kapka naděje. Osobně nebo prostřednictvím svých firem věnoval na dobročinné účely přes 750 000 Kč,[zdroj?] jen 300 000 Kč poukázal v roce 2004 na opravu omítek hradu Karlštejn. V letech 2000–2003 spolupracoval s Nadací Dagmar a Václava Havlových Vize 97, produkoval koncert 10 let Nadace Naše dítě ve Státní opeře Praha v roce 2003 a v letech 2004–2008 znovu spolupracoval s Nadačním fondem Kapka naděje. V roce 2007 produkoval věnoval 150.000Kč pražské Židovské obci na opravu varhan v Jeruzalémské synagoze.
V březnu 2013 podpořil zákaz těžby břidlicových plynů metodou hydraulického štěpení a produkoval benefice Koncert za živou vodu v rámci celosvětové konference "Berounská výzva 2013"
V letech 2015 a 2016 se stal jednou z tváří Jsme v tom společně, kampaně iniciativy HateFree Culture.
Janis Sidovský nikdy nebyl členem žádné politické strany. V první přímé volbě prezidenta České republiky podpořil kandidáta Karla Schwarzenberga. Společně se svým partnerem, Pavlem Vítkem, účinkoval v rámci kampaně "Volím Karla" ve spotu, který na YouTube vidělo přes 35.000 uživatelů. Byl nebo dosud je členem těchto orgánů nebo organizací :
- Colegium Ceny Kapky naděje (předseda)
- Rada ředitele Národního divadla
- Rada intendanta Státní opery Praha
- Rada Pražské křižovatky Nadace Dagmar a Václava Havlových Vize 97
- Občanské sdružení Karlštejnsko CZ (místopředseda)
- Občanské sdružení Colour Planet (předseda, do roku 2011)
- Akademie české populární hudby
- Mecenášský klub Národního divadla v Praze (od roku 2022)

## Osobní život
Janis Sidovský je gay, svůj coming out zveřejnil společně se svým životním partnerem, zpěvákem a hercem Pavlem Vítkem, v roce 2000. Registrované partnerství uzavřeli 3. července 2006 na hradě Karlštejn za přítomnosti desítek celebrit. Obřad pak diváci TV Prima zvolili v pořadu TOP 10 Svatbou roku. O jejich cestě k registrovanému partnerství natočil filmový dokument „S důvěrou a láskou“ režisér Michal Herz, jehož neoficiální česká premiéra se konala v rámci festivalu Mezipatra v listopadu 2006. Pod anglickým názvem „In Trust And Love“ byl v červnu 2007 snímek uveden v americké premiéře na 31. Mezinárodním filmovém festivalu Frameline v San Francisku, v New Yorku na festivalu Newfest a v září 2010 také v Bratislavě na festivalu Inakosti.
Na podzim roku 2007 založil a do roku 2011 provozoval gay portál Colour Planet. V březnu 2010 se stal tváří prvního katalogu pro gay minoritu ve Střední a Východní Evropě Pink Go. V říjnu 2010 se stal vítězem ankety Gaystars 2010 v kategorii mužská ikona – osobnost roku. V srpnu 2011 veřejně vystoupil proti názorům vicekancléře Petra Hájka, který nazval homosexuály „deviantními spoluobčany“ a osobně podpořil Prague Pride 2011, když šel v čele průvodu.
V roce 2011 na dálku adoptoval chlapce z Tibetu, jemuž přispívá na vzdělání prostřednictvím organizace ProTibet.
V roce 2017 se ve svém blogu ohradil vůči výrokům tajemníka SPD Jaroslava Staníka, který se podle svědků na půdě Parlamentu ČR vyslovil proti gayům a dalším menšinám. Na svůj otevřený dopis podle svých slov nedostal žádnou odpověď.

## Janis & Pavel Collection
Sbírku představuje soubor více než 100 uměleckých děl, především figurativně zaměřených. Kolekci sjednocuje námět "Páni kluci a květiny". Jde zejména o malbu a práce na papíře od 18. století do současnosti. Zastoupeni jsou domácí autoři (Matyáš Bernard Braun, Jakub Špaňhel, Jakub Janovský, Tomáš Císařovský, František Ženíšek, Josef Bolf, Jiří Načeradský, Ivan Pinkava, Jakub Tomáš, Pavel Šmíd, Jan Saudek, Robert Vano, Gabriela Fárová) i zahraniční výtvarníci (Marius Bercea, Alexander Tinei, Anthony Cudahy, Andrej Dúbravský, Andrew Salgado, Tom Anholt, Mark Beard).